# Phaonia lalashanensis
Phaonia lalashanensis este o specie de muște din genul Phaonia, familia Muscidae, descrisă de Shinonaga și Huang în anul 2007.
Este endemică în Taiwan. Conform Catalogue of Life specia Phaonia lalashanensis nu are subspecii cunoscute.